# Trasa Żurawia
Trasa Żurawia (niem. Kranich-Tour) - szlak rowerowy na terenie Niemiec (Dolne Łużyce).
Szlak ma 200 km długości, prowadząc trasami o małym natężeniu ruchu oraz traktami gruntowymi. Pozwala poznać zarówno ciekawostki przyrodnicze (wrzosowiska, tereny leśne, siedliska żurawi), jak i zabytki historyczne, centra małych miasteczek i krajobraz kopalni węgla brunatnego (także wyrobiska zamienione na jeziora). Główną atrakcją trasy jest rezerwat przyrody Borcheltsbusch. Największe miejscowości na trasie to: Drahnsdorf, Luckau, Calau i Lübbenau.